# Teodoro Schmidt Weichsel
Theodor Eduard Schmidt Weichsel (Darmstadt, Ducado de Hesse, 5 de julio de 1834 - Chile, 29 de julio de 1924) fue un ingeniero alemán que llegó a Chile en 1858. Durante su estadía en dicho país, se encargó de realizar importantes obras de mensura en territorios inexplorados. Participó como actor clave en la fundación de Temuco, en el trazado de sus calles y en su desarrollo posterior. Una plaza y una comuna lleva hoy su nombre en su recuerdo .

## Biografía
Hijo de Johann Ludwig Schmidt Sonnemann y Pauline Weichsel von König, Nació en Darmstadt, Ducado de Hessen. Siendo muy joven trabajó en Alemania y Austria realizando labores agrícolas en predios de nobles europeos. Teodoro Schmidt llegó a Valparaíso Chile, en 1858 a la edad de 24 años. Fue reclutado en Hamburgo por Vicente Pérez Rosales, Agente de inmigración chileno. Posteriormente trabajó en la Hacienda Catapilco en la zona central de Chile. Proyectó nuevas rutas camineras, realizó obras de conducción y regadío y participó en la construcción de muelles fiscales en el puerto de Valparaíso. Después de 9 años, el gobierno de Chile lo destinó a Angol, en la frontera sur de Chile y límite del territorio  mapuche. Fue clave su rol como ingeniero en la mensura, hijuelación y asignación de tierras a mapuche y colonos extranjeros. Fue un agente pacificador, llevando siempre por delante la negociación y el desarrollo, en beneficio de Chile y de los pueblos originarios. Se estima que el ingeniero Schmidt mensuró casi 800.000 has. Recibió carta de soberanía Chilena.    
En 1867, el ministro de Hacienda Alejandro Reyes le encargó un proyecto para el regadío de todo el territorio de Colonización. Junto al ingeniero chileno Ismael de la Maza, ramificó los ríos Laja, Duqueco, Biobío, Renaico y Malleco. 
De todas las ciudades que trazó, Temuco fue su preferida. La capital del territorio fue emplazada a los pies del cerro Ñielol y junto al río Cautín. Schmidt la diseñó con avenidas anchas, cuatro plazas y veredas arboladas. Se estableció en la ciudad y posteriormente fue nombrado alcalde honorario.
Se casó el 7 de enero de 1869 con Juanita Quezada del Río, con quien tuvo 13 hijos, (10 sobrevivieron) de los cuales destacaron Eduardo Schmidt Quezada, Intendente de Malleco, Gobernador de Angol y alcalde de Temuco. Luis Schmidt Quezada quien fue el primer alcalde de Arica, subsecretario de Industrias, administrador del Ferrocarril de Arica a La Paz, ministro de Fomento y vicepresidente del Banco Central de Chile durante 25 años. Virginia Schmidt Quezada, religiosa, que llegara a ser superiora mundial de las Hermanas de la Providencia, congregación religiosa católica fundada en Canadá y Teodoro Schmidt Quezada, en cuyo honor se denominó la comuna de Teodoro Schmidt. Fue vicerrector de la Universidad de Chile, decano de la Facultad de Ingeniería, director de Obras Públicas y miembro honorario de la Sociedad de Ingenieros Civiles de Francia. Teodoro Schmidt Weichsel tuvo una numerosa descendencia, la que incluye a destacados servidores públicos como Carlos Montero Schmidt, Mario Montero Schmidt, Luis Schmidt Montes, Fernando Schmidt Ariztía, Ramón Barros Montero y Carolina Schmidt Zaldívar.  
Teodoro Schmidt Weichsel falleció en Temuco a los 90 años.
Existe una plaza ubicada en la ciudad de Temuco que lleva su nombre en homenaje a su labor en la ciudad, además de existir la comuna de Teodoro Schimdt ubicada en la Región de la Araucanía.